# Агура, Димитр
Агура, Дмитрий Дмитриевич (1849—1911) — болгарский историк, ректор Софийского университета.

## Биография
Дмитрий Агура родился в 1849 году в селе Чешма Варуита (Чушмелий), Бессарабия, в семье болгарских переселенцев. Учился в Болграде, затем окончил семинарию в Яссах (1868), изучал историю в Ясском университете (1872). Затем работал в Бырладе учителем и школьным инспектором в Яссах и Васлуе. Также несколько лет преподавал румынский язык и болгарскую историю в Болградской гимназии (1875—1878).
После освобождения Болгарии Дмитрий Агура в 1878 г. прибыл в страну и работал чиновником в Министерстве внутренних дел (1879—1883). В правительстве генерала Леонида Соболева временно возглавлял Министерство образования (15 марта — 19 сентября 1883 г.). После этого возглавлял Софийскую (1884—1885) и Пловдивскую мужские гимназии (1885—1889).
После открытия Высшей школы (сегодня Софийский университет им. Св. Климента Охридского) в 1889 году Дмитрий Агура стал профессором истории в нём. Трижды возглавлял и сам университет (1889—1890, 1892—1895, 1907—1908). В 1900 году стал действительным членом Болгарского литературного общества (будущей Академии наук). В 1901 году был в числе основателей болгарского исторического общества и был его председателем до своей смерти.
В 1903—1904 годах Агура был председателем Благодетельной комиссии, распределявшей гуманитарную помощь среди беженцев из Македонии и Фракии.
Скончался Агура в 1911 году в Яссах, где находился на торжествах, посвящённых 50-летию Ясского университета.